# Michle

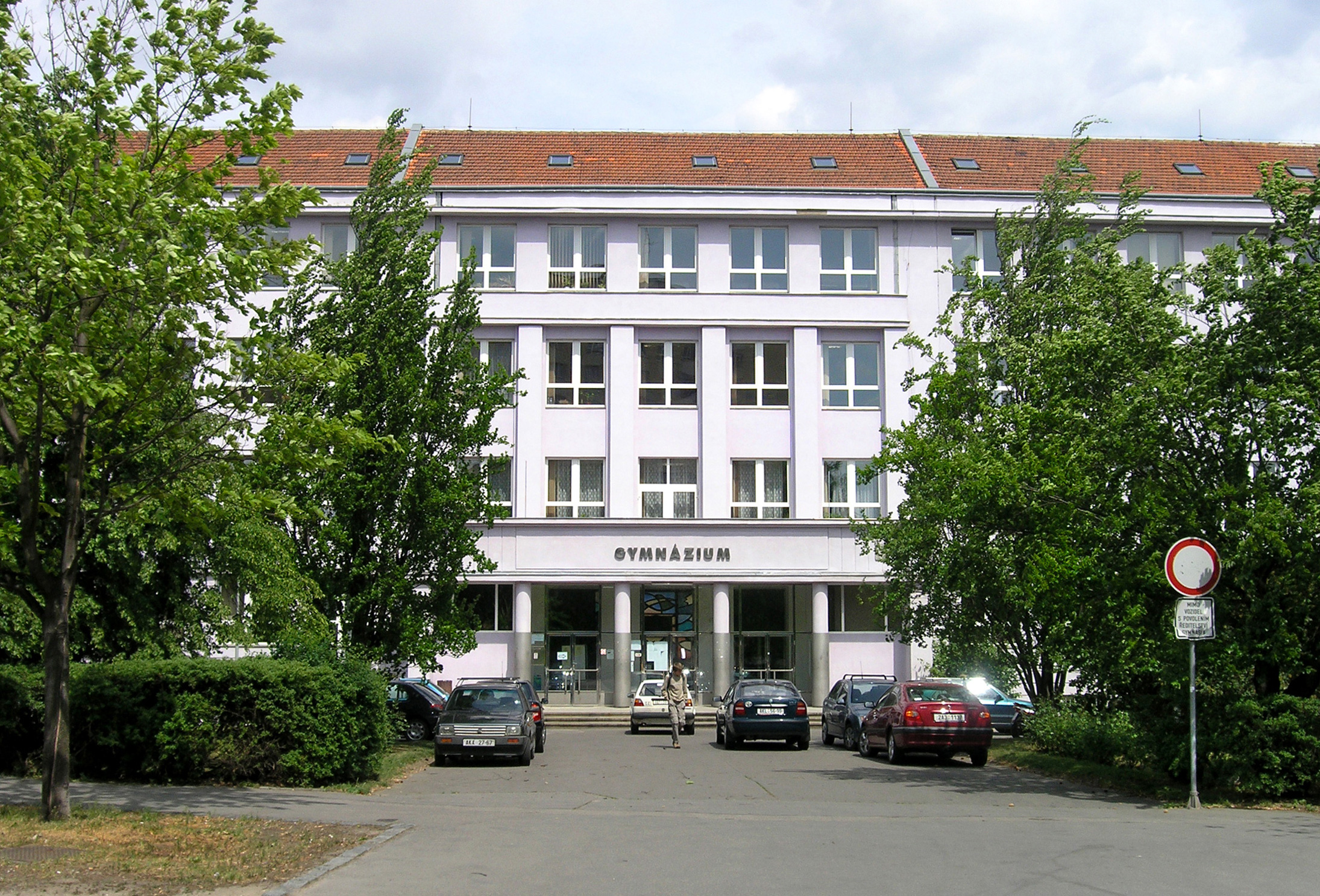
Gymnasium in Michle

Michle is een wijk van de Tsjechische hoofdstad Praag. Het oorspronkelijke dorp is sinds het jaar 1922 onderdeel van de gemeente Praag, tegenwoordig is de wijk grotendeels onderdeel van het gemeentelijk district Praag 4 en voor een klein gedeelte van Praag 10. Michle heeft 34.701 inwoners (2006).